# Apeadero de Meinedo
El Apeadero de Meinedo es una plataforma ferroviaria de la Línea del Duero, que sirve a la localidad de Meinedo, en el ayuntamiento de Lousado, en Portugal.

## Historia
Este apeadero se encuentra en el tramo entre Penafiel y Caíde de la Línea del Duero, que entró en servicio el 20 de diciembre de 1875.